# 1. HNL 2021/22
Die 1. HNL 2021/22 war die 31. Spielzeit der höchsten kroatischen Fußballliga. Sie wurde am 16. Juli 2021 mit der Partie des Meisters Dinamo Zagreb gegen Slaven Belupo Koprivnica eröffnet und am 21. Mai 2022 beendet.

## Modus
Die zehn teilnehmenden Mannschaften traten an 36 Spieltagen jeweils viermal gegeneinander an.

## Vereine
| Verein                      | Stadt         | Stadion               | Kapazität |
| --------------------------- | ------------- | --------------------- | --------- |
| NK Slaven Belupo Koprivnica | Koprivnica    | Gradski Stadion       | 03.059    |
| NK Osijek                   | Osijek        | Stadion Gradski vrt   | 19.220    |
| NK Istra 1961               | Pula          | Stadion Aldo Drosina  | 08.923    |
| HNK Rijeka                  | Rijeka        | Stadion Rujevica      | 08.279    |
| HNK Šibenik                 | Šibenik       | Šubićevac             | 08.500    |
| Hajduk Split                | Split         | Stadion Poljud        | 34.448    |
| HNK Gorica                  | Velika Gorica | Gradski Stadion       | 15.000    |
| Dinamo Zagreb               | Zagreb        | Stadion Maksimir      | 35.123    |
| Lokomotiva Zagreb           | Zagreb        | Stadion Kranjčevićeva | 08.850    |
| NK Hrvatski dragovoljac     | Zagreb        | Stadion Kranjčevićeva | 08.850    |

## Abschlusstabelle
| Pl.             | Verein                      | Sp. | S  | U  | N  | Tore    | Diff. | Punkte |
| --------------- | --------------------------- | --- | -- | -- | -- | ------- | ----- | ------ |
| 1.              | Dinamo Zagreb (M)           | 36  | 24 | 7  | 5  | 068:220 | +46   | 79     |
| 2.              | Hajduk Split                | 36  | 21 | 9  | 6  | 064:310 | +33   | 72     |
| 3.              | NK Osijek                   | 36  | 19 | 12 | 5  | 049:290 | +20   | 69     |
| 4.              | HNK Rijeka (P)              | 36  | 20 | 5  | 11 | 071:510 | +20   | 65     |
| 5.              | Lokomotiva Zagreb           | 36  | 12 | 13 | 11 | 055:500 | +5    | 49     |
| 6.              | HNK Gorica                  | 36  | 12 | 9  | 15 | 043:500 | −7    | 45     |
| 7.              | NK Slaven Belupo Koprivnica | 36  | 9  | 9  | 18 | 035:540 | −19   | 36     |
| 8.              | HNK Šibenik                 | 36  | 9  | 5  | 22 | 046:750 | −29   | 32     |
| 9.              | NK Istra 1961               | 36  | 7  | 10 | 19 | 042:670 | −25   | 31     |
| 10.             | NK Hrvatski Dragovoljac (N) | 36  | 4  | 7  | 25 | 031:750 | −44   | 19     |
| Stand: Endstand |                             |     |    |    |    |         |       |        |

Platzierungskriterien: 1. Punkte – 2. Direkter Vergleich (Punkte, Tordifferenz, geschossene Tore) – 3. Tordifferenz – 4. geschossene Tore

| (M) | Meister des Vorjahres             |
| (P) | Pokalsieger des Vorjahres         |
| (N) | Aufsteiger aus der 2. HNL 2020/21 |

### Kreuztabellen
Die Kreuztabelle stellt die Ergebnisse aller Spiele dieser Saison dar. Die Heimmannschaft ist in der mittleren Spalte aufgelistet und die Gastmannschaft in der obersten Reihe. Die Ergebnisse sind immer aus Sicht der Heimmannschaft angegeben.

#### Hinrunde
| Spieltage 1–18 Stand: Endstand | Dinamo Zagreb | NK Osijek | HNK Rijeka | Hajduk Split | HNK Gorica | HNK Šibenik | Slaven Belupo Koprivnica | Lokomotiva Zagreb | NK Istra 1961 | NK Hrvatski Dragovoljac |
| ------------------------------ | ------------- | --------- | ---------- | ------------ | ---------- | ----------- | ------------------------ | ----------------- | ------------- | ----------------------- |
| Dinamo Zagreb                  | •             | 1:1       | 3:3        | 0:2          | 1:0        | 2:0         | 0:2                      | 1:0               | 1:1           | 8:0                     |
| NK Osijek                      | 0:2           | •         | 1:0        | 1:1          | 3:2        | 3:0         | 0:0                      | 3:1               | 3:0           | 1:0                     |
| HNK Rijeka                     | 3:3           | 0:0       | •          | 2:3          | 2:0        | 2:1         | 2:1                      | 1:2               | 2:0           | 4:1                     |
| Hajduk Split                   | 1:0           | 1:2       | 1:2        | •            | 0:0        | 1:0         | 2:0                      | 1:0               | 4:0           | 2:0                     |
| HNK Gorica                     | 0:2           | 1:1       | 3:4        | 1:3          | •          | 3:1         | 1:0                      | 2:2               | 1:1           | 1:1                     |
| HNK Šibenik                    | 1:2           | 0:2       | 0:1        | 2:0          | 1:2        | •           | 1:1                      | 2:1               | 3:1           | 6:2                     |
| Slaven Belupo Koprivnica       | 1:4           | 0:2       | 1:2        | 3:2          | 1:2        | 1:1         | •                        | 1:2               | 1:1           | 0:1                     |
| Lokomotiva Zagreb              | 1:0           | 1:1       | 0:2        | 2:2          | 0:1        | 1:1         | 3:0                      | •                 | 4:0           | 3:2                     |
| NK Istra 1961                  | 0:2           | 2:0       | 3:6        | 1:3          | 1:2        | 3:4         | 1:2                      | 2:1               | •             | 3:1                     |
| NK Hrvatski Dragovoljac        | 0:4           | 1:2       | 1:1        | 0:1          | 0:1        | 1:1         | 1:2                      | 2:2               | 0:1           | •                       |

#### Rückrunde
| Spieltage 18–36 Stand: Endstand | Dinamo Zagreb | NK Osijek | HNK Rijeka | Hajduk Split | HNK Gorica | HNK Šibenik | Slaven Belupo Koprivnica | Lokomotiva Zagreb | NK Istra 1961 | NK Hrvatski Dragovoljac |
| ------------------------------- | ------------- | --------- | ---------- | ------------ | ---------- | ----------- | ------------------------ | ----------------- | ------------- | ----------------------- |
| Dinamo Zagreb                   | •             | 3:0       | 2:0        | 3:1          | 2:1        | 3:0         | 3:0                      | 0:0               | 3:0           | 2:0                     |
| NK Osijek                       | 1:0           | •         | 1:0        | 0:0          | 0:0        | 3:1         | 1:2                      | 1:0               | 2:2           | 2:1                     |
| HNK Rijeka                      | 1:2           | 3:1       | •          | 0:3          | 1:2        | 4:2         | 3:0                      | 3:2               | 1:0           | 1:0                     |
| Hajduk Split                    | 0:0           | 0:0       | 1:3        | •            | 1:0        | 2:1         | 3:1                      | 4:0               | 3:1           | 2:1                     |
| HNK Gorica                      | 0:1           | 1:1       | 1:0        | 0:4          | •          | 2:3         | 0:3                      | 3:3               | 1:1           | 4:0                     |
| HNK Šibenik                     | 0:2           | 0:3       | 3:5        | 1:3          | 0:1        | •           | 2:1                      | 1:4               | 2:1           | 0:5                     |
| Slaven Belupo Koprivnica        | 0:1           | 0:1       | 2:2        | 0:0          | 2:1        | 1:1         | •                        | 2:1               | 0:0           | 1:0                     |
| Lokomotiva Zagreb               | 1:1           | 0:0       | 2:1        | 3:3          | 2:0        | 2:1         | 3:1                      | •                 | 1:1           | 2:1                     |
| NK Istra 1961                   | 1:2           | 2:3       | 0:2        | 1:1          | 2:1        | 1:2         | 3:1                      | 2:2               | •             | 3:0                     |
| NK Hrvatski Dragovoljac         | 0:2           | 1:3       | 2:1        | 0:3          | 0:2        | 3:1         | 1:1                      | 1:1               | 0:0           | •                       |

## Torschützenliste
| Pl. | Name             | Mannschaft                  | Tore |
| --- | ---------------- | --------------------------- | ---- |
| 01. | Marko Livaja     | Hajduk Split                | 28   |
| 02. | Josip Drmić      | HNK Rijeka                  | 21   |
| 03. | Dion Drena Beljo | NK Istra 1961               | 15   |
| 04. | Mislav Oršić     | Dinamo Zagreb               | 14   |
| 05. | Marko Dabro      | Lokomotiva Zagreb           | 13   |
| 06. | Robert Murić     | HNK Rijeka                  | 11   |
| 07. | Marin Jakoliš    | HNK Šibenik                 | 10   |
| 07. | Ivan Krstanović  | HNK Šibenik                 | 10   |
| 07. | Sandro Kulenović | NK Slaven Belupo Koprivnica | 10   |
| 07. | Haris Vučkić     | Lokomotiva Zagreb           | 10   |
| 07. | Ivan Delić       | NK Osijek                   | 10   |